# ینگجه (طلاتپه)
ینگجه، روستایی است از توابع بخش نازلو و در شهرستان ارومیه استان آذربایجان غربی ایران.

## جمعیت
این روستا در دهستان طلاتپه قرار داشته و بر اساس سرشماری سال ۱۳۸۵ جمعیّت آن ۹۹ نفر (۲۵ خانوار)
بوده‌است.